# Moema (bairro de São Paulo)
Moema é um bairro nobre situado na zona centro-sul do município de São Paulo, no estado de São Paulo. Localizado no distrito homonimo, sendo administrado pela Subprefeitura da Vila Mariana. Limita-se com os bairros de Vila Olímpia, Vila Nova Conceição, Vila Clementino, Jardim Lusitânia, Planalto Paulista, Campo Belo e Brooklin. É delimitado pela Avenida República do Líbano, Avenida Indianópolis, Avenida Moreira Guimarães (Corredor Norte-Sul), Avenida dos Bandeirantes, Avenida Santo Amaro, Avenida Hélio Pellegrino e Rua Inhambú.

## História

### Topônimo
O topônimo "Moema" é uma referência à personagem homônima do poema Caramuru, de Santa Rita Durão, clássico da literatura árcade brasileira escrito em 1781. O nome da personagem, por sua vez, corresponde ao termo do tupi antigo mo'ema, que significa "mentira ou falsidade" (no poema, Moema era a amante do personagem principal, Diogo Álvares, representando, assim, o amor falso, em contraposição ao amor verdadeiro representado pela esposa de Diogo, Catarina Paraguaçu).
A história conta que Moema, a índia tupinambá, morre afogada numa tentativa desesperada de alcançar seu grande amor platônico, o náufrago português Diogo Álvares, que depois de tempos vivendo em meio aos índios brasileiros, embarcou rumo à Europa, junto de sua esposa Paraguaçu, também nativa da região.
Antes da colonização portuguesa, a região onde hoje se encontra Moema era habitada por povos indígenas, principalmente os Tupiniquins. Estas terras eram parte de uma vasta rede de trilhas indígenas que cruzavam o território que se tornaria São Paulo. Com a chegada dos colonizadores, a área foi gradualmente transformada em terras agrícolas.
Tanto a área que hoje é conhecida por Moema, como a que configura o bairro de Indianópolis, pertenciam no século XIX a Joaquim Pedro Celestino. Eram chácaras, que tinham como moradores imigrantes, sobretudo vindos da Inglaterra e da Alemanha. Em 1913, o comerciante Fernando Arens Júnior comprou boa parte destas terras, cerca de 182 alqueires, que posteriormente entregou à Companhia Territorial Paulista, que iniciou em 1915 a demarcação da área. 
É nesta época que surge a avenida Araci, assim batizada em homenagem à filha de Arens Júnior, que gostava de nomes indígenas. Hoje, a avenida se chama Ibirapuera. Após o loteamento do Sítio da Traição em 1913, ocorreu a urbanização do bairro de Indianópolis. Da década de 1930 até 1965, era um bairro industrial, que atraía imigrantes russos e lituanos à região.
Quando Moema ainda era um pequeno povoado de operários da estrada de ferro São Paulo - Santo Amaro, o procurador-geral do Estado Raul Loureiro decidiu se assentar ali e ajudar a desenvolver um novo bairro. Na época, a mesma era cortada pelos trilhos de bonde a vapor que unia a cidade de São Paulo ao extinto município de Santo Amaro. Em 1927, ergueu um casarão para ser a nova morada de sua família. Esse casarão, memória da transição de uma Moema bucólica a reduto da classe média-alta paulistana, foi demolido recentemente, apesar de sua história e de ser o imóvel mais antigo do bairro. A demolição foi registrada em fotos pelo blog "São Paulo Antiga".
Durante o século XX, a região começou a se desenvolver como parte da expansão urbana de São Paulo. A urbanização intensificou-se nas décadas de 1950 e 1960, quando São Paulo experimentou um boom populacional e econômico. Imigrantes italianos, portugueses e espanhóis, além de migrantes nordestinos, contribuíram significativamente para o crescimento do bairro. Moema começou a crescer e ganhar notoriedade na década de 70, quando as construtoras começaram a apostar na região por seus terrenos planos e pelos grandes lotes de baixo custo e Na década de 1970, recebeu investimentos privados em virtude de seu terreno plano, baixo custo e área útil. Os investimentos na construção de condomínios atraíram outros segmentos, como o comércio. Em 1976, o bairro ganhou o segundo shopping da cidade, o Ibirapuera, só mais novo que o pioneiro Iguatemi, inaugurado dez anos antes, na avenida Faria Lima.
Moema era oficialmente parte do vizinho bairro de Indianópolis até 1987. Naquele ano, um grupo de moradores e comerciantes organizou um abaixo-assinado pedindo a “independência” do bairro ao prefeito da época, Jânio Quadros. Sensibilizado com o pedido, o “Homem da Vassoura” assinou o decreto que transformaria o rico distrito, notório por suas ruas com nomes de pássaros, em um bairro autônomo.

## Atualidade
O bairro é subdividido em dois sub-bairros não-oficiais: "Moema Pássaros" e "Moema Índios". Moema Pássaros fica entre a Avenida Santo Amaro e a Avenida Ibirapuera e possui ruas com nomes de pássaros, como: Canário, Jacutinga, Inhambu, Gaivota, Pavão, Rouxinol, entre outras. É a parte mais próxima do Parque Ibirapuera. Já Moema Índios fica entre a Avenida Ibirapuera e a Avenida Moreira Guimarães, e é onde está localizado o Shopping Ibirapuera. Possui ruas com nomes indígenas, como: Maracatins, Nhambiquaras, Jandira, Jurema, entre outros. É a parte mais próxima do Aeroporto de Congonhas. Nos sub-bairros Pássaros e Índios existem 767 condomínios de edifícios residenciais com 32.267 apartamentos ao todo. A área total ocupada pelos edifícios é de 1,02km², ou 27,8% da área total do bairro. O edifício mais alto de do bairro se chama "The Place", que fica na Rua Canário, 130 e tem 38 andares com vista para o Parque Ibirapuera.
Moema possui um forte comércio, que se localiza nos arredores das ruas Normandia, Gaivota e Canário e das avenidas Bem-Te-Vi, dos Eucaliptos e Pavão, onde há lojas de roupas, calçados, acessórios e até grifes internacionais; além da moda, também destaca-se no setor gastronômico. No bairro, encontra-se o Shopping Ibirapuera, um dos primeiros centros comerciais do país, e o consulado senegalês. Anualmente, uma via do bairro torna-se atração durante a época natalina: a Rua Normandia, cujas 36 lojas recebem decoração e iluminação especiais no período, chegando a atrair mais de 300 000 visitantes para o local nessa época. 
Os moradores do bairro e região formaram a Associação dos Amigos e Moradores de Moema, associação que luta pelo bem-estar do bairro. Em 2000 no CENSO, o distrito de Moema foi classificado como o melhor IDH de São Paulo (0,961 - muito elevado), dentre os 96 distritos paulistanos, superando até a Noruega na época.  Sendo um dos bairros com a melhor qualidade de vida da cidade, formado por uma população das classes média-alta e alta. Sua ótima infraestrutura e a proximidade com o Aeroporto de Congonhas fazem de Moema um dos bairros preferidos para quem vem de outros estados, e até países, para trabalhar em São Paulo. Os cariocas formam umas das maiores “colônias” do perímetro. É muito comum ouvir o típico dialeto carioca nos bares e restaurantes da região.
Em 2018, o bairro foi beneficiado com a inauguração de duas estações de metrô: Moema e Eucaliptos da Linha 5-Lilás do Metrô de São Paulo, melhorando significativamente o acesso e a mobilidade na região. A Linha 5 facilita o acesso à zona sul e à região da Paulista. Moema foi o primeiro bairro da cidade de São Paulo a contar com uma ciclofaixa, e sua topografia plana facilita os deslocamentos de bicicleta, patinete elétrico ou a pé.
Moema abriga renomadas escolas particulares e bilíngues, além de instituições de ensino público. No ensino superior, destaca-se a Faculdade Méliès. No segmento de saúde, a região é bem servida por hospitais como o Hospital Alvorada e o Hospital Moriah, além de clínicas e laboratórios.
Pela proximidade, o Parque do Ibirapuera é a principal opção de lazer para os moradores, complementado por espaços como o Parque das Bicicletas e clubes tradicionais como o Clube Atlético Monte Líbano, localizado no bairro limítrofe do Jardim Lusitânia. Moema também é famosa por seu comércio de rua e pela decoração natalina da rua Normandia. A Feira da Arte de Moema e o tradicional Shopping Ibirapuera são outros destaques culturais e de lazer. Moema oferece uma rica variedade gastronômica, com restaurantes, bares e lanchonetes tradicionais. A região é conhecida pelos bifes à parmegiana do Bar do Alemão e suas opções de bares como o Bar do Giba. Apesar do aumento da criminalidade em São Paulo, Moema apresenta um dos menores índices de roubos e furtos a domicílios, reforçando sua reputação como um dos lugares mais seguros da cidade para se viver.
Suas principais vias de acesso incluem as avenidas Moreira Guimarães, Bandeirantes, Hélio Pelegrino e Ibirapuera. Com uma história rica e uma infraestrutura moderna, Moema segue sendo um dos bairros mais desejados e vibrantes de São Paulo, combinando tradição e inovação em um ambiente único e acolhedor. Algumas das vias do bairro são as mais caras da cidade para se morar.  Segundo uma pesquisa do Sindicato da Habitação (Secovi), o bairro possui um dos metros quadrados mais caros, sendo classificado como "Zona de Valor A" pelo Conselho Regional de Corretores de Imóveis. Em 2024 em um ranking feito pelo jornal O Estado de São Paulo, o bairro apresentava uma via entre os 10 maiores metros quadrados do país para o aluguel de imóveis: Avenida Bem Te Vi (R$ 154,00) - 8° lugar.